# 995 هـ
995 هـ هي سنة في التقويم الهجري امتدت مقابلةً في التقويم الميلادي بين سنتي 1586 و1587.

## وفيات
- الحسن بن علي بن شدقم